# Operation Kaninchenjagd
 (octobre 2016).
Operation Kaninchenjagd (en français : Opération chasse au lapin) est l'un des deux titres d'un document anonyme, qui est devenu public en septembre 2016 et a conduit à des accusations contre l'homme politique allemand et secrétaire général du Parti chrétien-démocrate (CDU), Peter Tauber. Il est allégué que celui-ci, qui était à cette époque membre de la CDU et le chef régional de la Junge Union en Hesse, a été impliqué dans la tentative d'intimidation d'un autre membre et employé de la CDU.